# Vanilla giulianettii
Vanilla giulianettii är en orkidéart som beskrevs av Frederick Manson Bailey. Vanilla giulianettii ingår i släktet Vanilla och familjen orkidéer. Inga underarter finns listade i Catalogue of Life.